# Anatoli Gantvarg
Anatoli Abramovitch Gantvarg (russe : Анатолий Абрамович Гантварг), né le 3 octobre 1948 à Minsk, est un grand maître international de dames soviétique puis biélorusse qui a été champion du monde en 1978, 1980, 1984 et 1985. Il a également été quatre fois champion d'URSS (nl) entre 1969 et 1981. En 1984 et 1985 il a été désigné comme le sportif biélorusse de l'année.
Gantvarg a une formation universitaire de mathématiques, mais a consacré sa vie professionnelle aux dames. Il a deux filles, l'une vit aux Pays-Bas et l'autre en Australie.